# Choi Min-ho
Pour les articles homonymes, voir Choi.
Dans ce nom coréen, le nom de famille, Choi, précède le nom personnel.
Choi Min-Ho, né le 18 août 1980, est un judoka sud-coréen évoluant dans la catégorie des moins de 60 kg (poids super-légers), champion du monde en 2003 et champion olympique en 2008 à Pékin.

## Biographie
Le Sud-coréen se met en évidence dans les catégories juniors en remportant notamment une médaille de bronze aux Mondiaux en 1998. Après une période d'adaptation en seniors, il ouvre son palmarès international en remportant le titre mondial en 2003 au Japon. Pour achever un parcours parfait et obtenir sa première récompense majeure parmi l'élite mondial, il bat en finale le Britannique Craig Fallon. En 2004, le désormais champion du monde en titre participe à ses premiers Jeux olympiques organisés à Athènes. Malgré son élimination en quarts de finale du tableau principal par le Mongole Khashbaatar Tsagaanbaatar, son parcours sans faute dans le tableau des repêchages lui permet de décrocher la médaille de bronze, l'une des trois obtenues par les judokas sud-coréens lors de la compétition. S'il ne conserve pas son titre de champion du monde en 2005, il parvient à remonter sur le podium mondial deux ans plus tard à Rio de Janeiro en prenant la troisième place. Mais sa plus belle performance est sa médaille d'or aux Jeux olympiques de Pékin, qu'il s'adjuge à la faveur d'un tournoi exceptionnel qui le vit dominer tous ses adversaires par ippon et de façon expéditive.

## Palmarès

### Jeux olympiques
- Jeux olympiques de 2004 à Athènes (Grèce) :
  -  Médaille de bronze dans la catégorie des moins de 60 kg (poids super-légers).
- Jeux olympiques de 2008 à Pékin (Chine) :
  -  Médaille d'or dans la catégorie des moins de 60 kg (poids super-légers).

### Championnats du monde
- Championnats du monde 2003 à Osaka (Japon) :
  -  Médaille d'or dans la catégorie des moins de 60 kg (poids super-légers).
- Championnats du monde 2007 à Rio de Janeiro (Brésil) :
  -  Médaille de bronze dans la catégorie des moins de 60 kg (poids super-légers).

### Divers
- Juniors :
  -  Médaillé de bronze aux championnats du monde juniors en 1998 à Cali (Colombie).

- Tournois :
  - 3 podiums dont 1 victoire au Tournoi de Paris (France) en 2002.